# Цимбідіум ланцетолистий
Цимбі́діум ланцетоли́стий (С. lancifolium.) — наземна рослина висотою до 30 см з родини орхідні роду цимбідіум.

## Поширення
Поширена в тропіках Південно-Східної Азії. Батьківщина — північна частина Індії, Бірма, Індонезія, Китай, зустрічається на висоті до 1150 м над р. м.

## Ботанічний опис
Псевдобульби веретеноподібні, м'ясисті, покриті листовими піхвами, довжиною до 10 см, шириною 1,2 см.
Листя (3-6) овальні, тонкі, гострокінцеві, довжиною до 20 см, шириною до 5 см. Довжина черешка до 6 см.
Суцвіття пряме, пухке, довжиною до 25 см, з 6-8 квітками.
Квітколоже вузьке, довжиною до 1 см.
Квітки запашні, діаметром до 5 см. Чашолистки білі, жовтуваті або блідо-зелені, вузьколанцетні, загострені, довжиною до 2,5 см, шириною до 0,6 см. Пелюстки білі з рожевою або пурпурової серединною жилкою, язикоподібні, коротше за чашолистки, загострені. Губа біла з червоно-пурпуровими цятками, трилопатева, шириною до 1,5 см. Бічні лопаті округлі, вузькі; середня — яйцеподібна, притуплена, на кінці відігнута назад. Колонка зеленого кольору з пурпуровим малюнком, завдовжки до 1,4 см.
Цвіте в березні — квітні. Тривалість цвітіння 2-3 тижні.